# Dominación del mundo

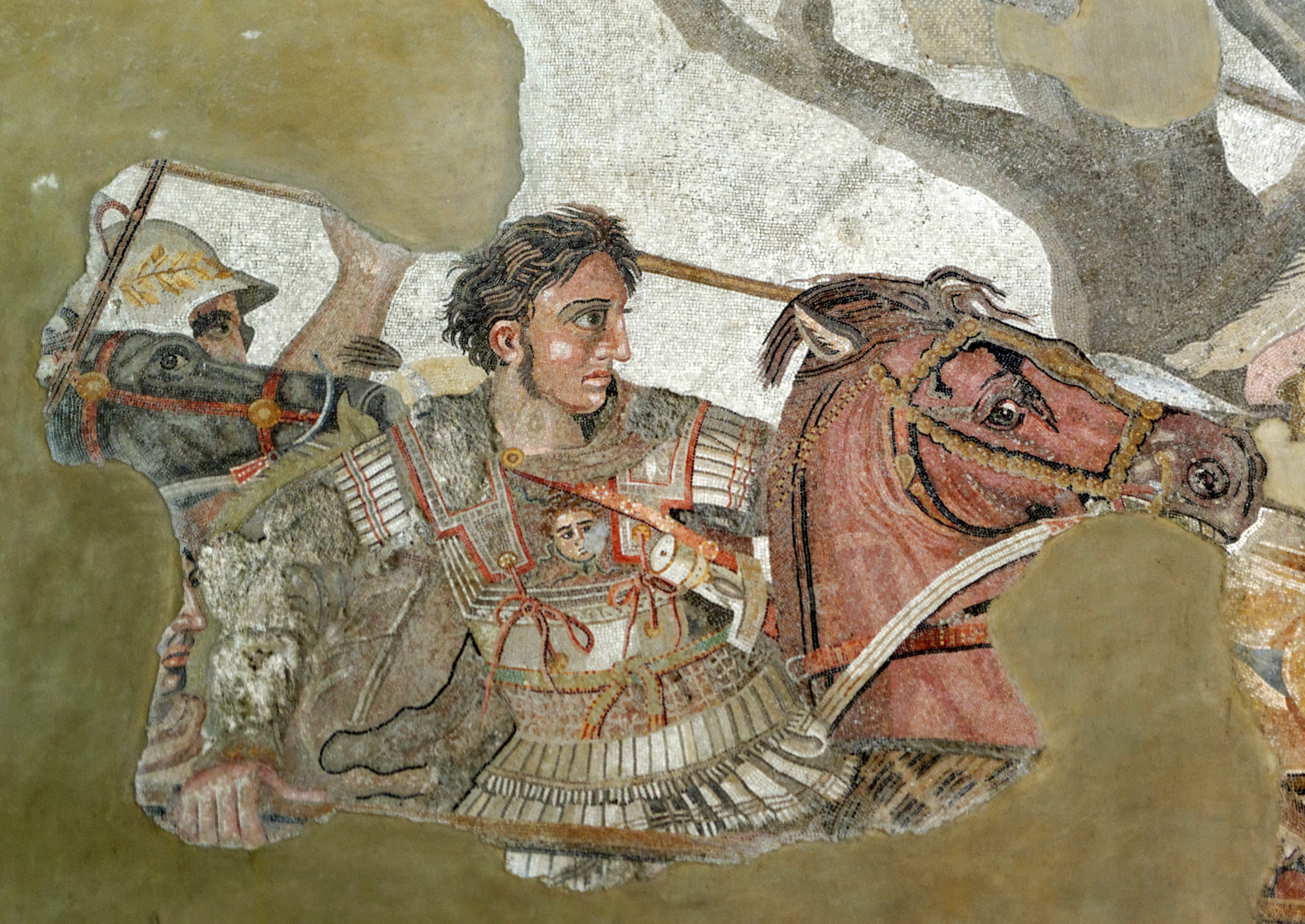
Alejandro Magno.

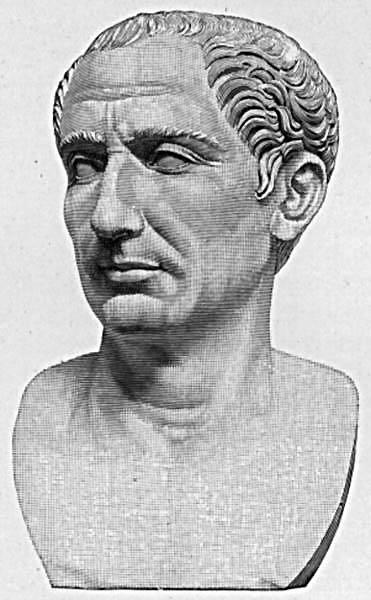
Julio César, caudillo romano.

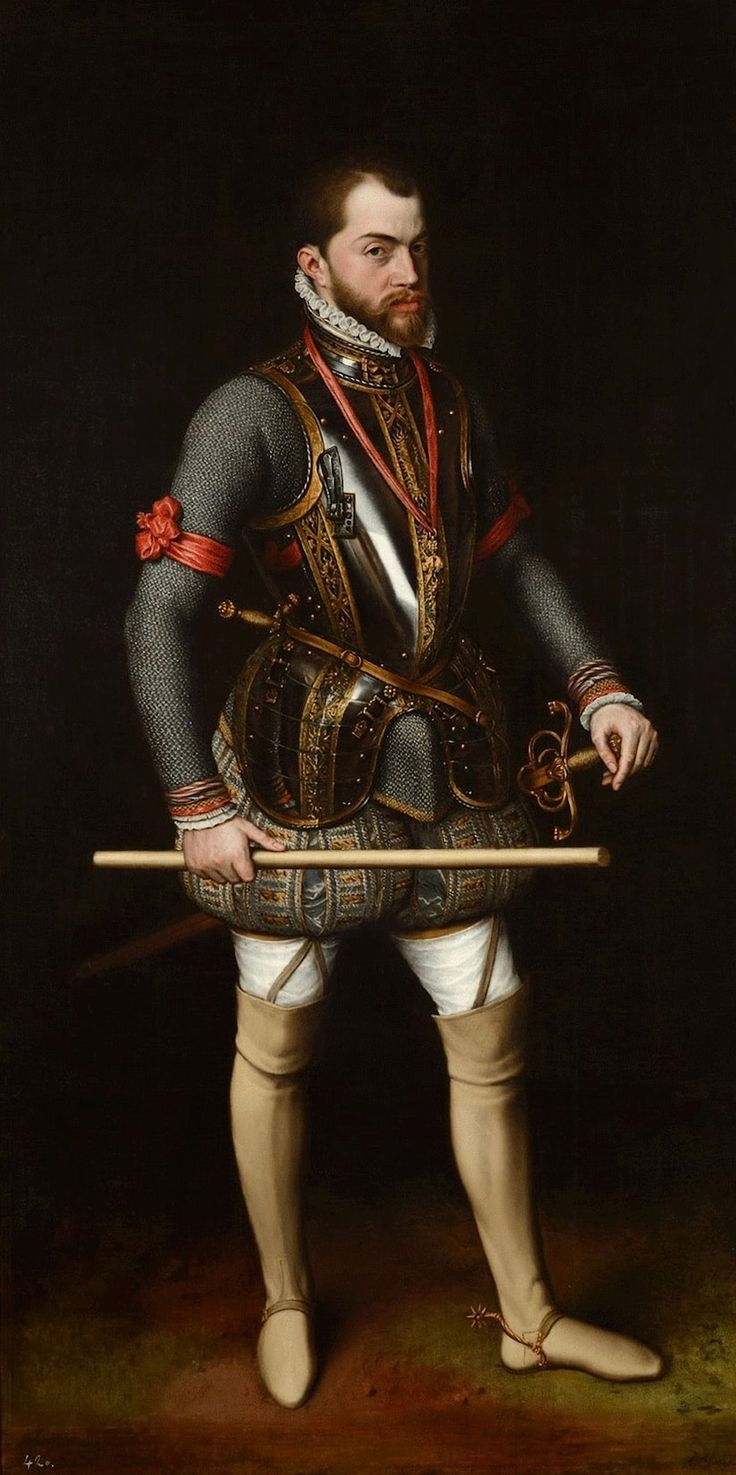
Felipe II de España.

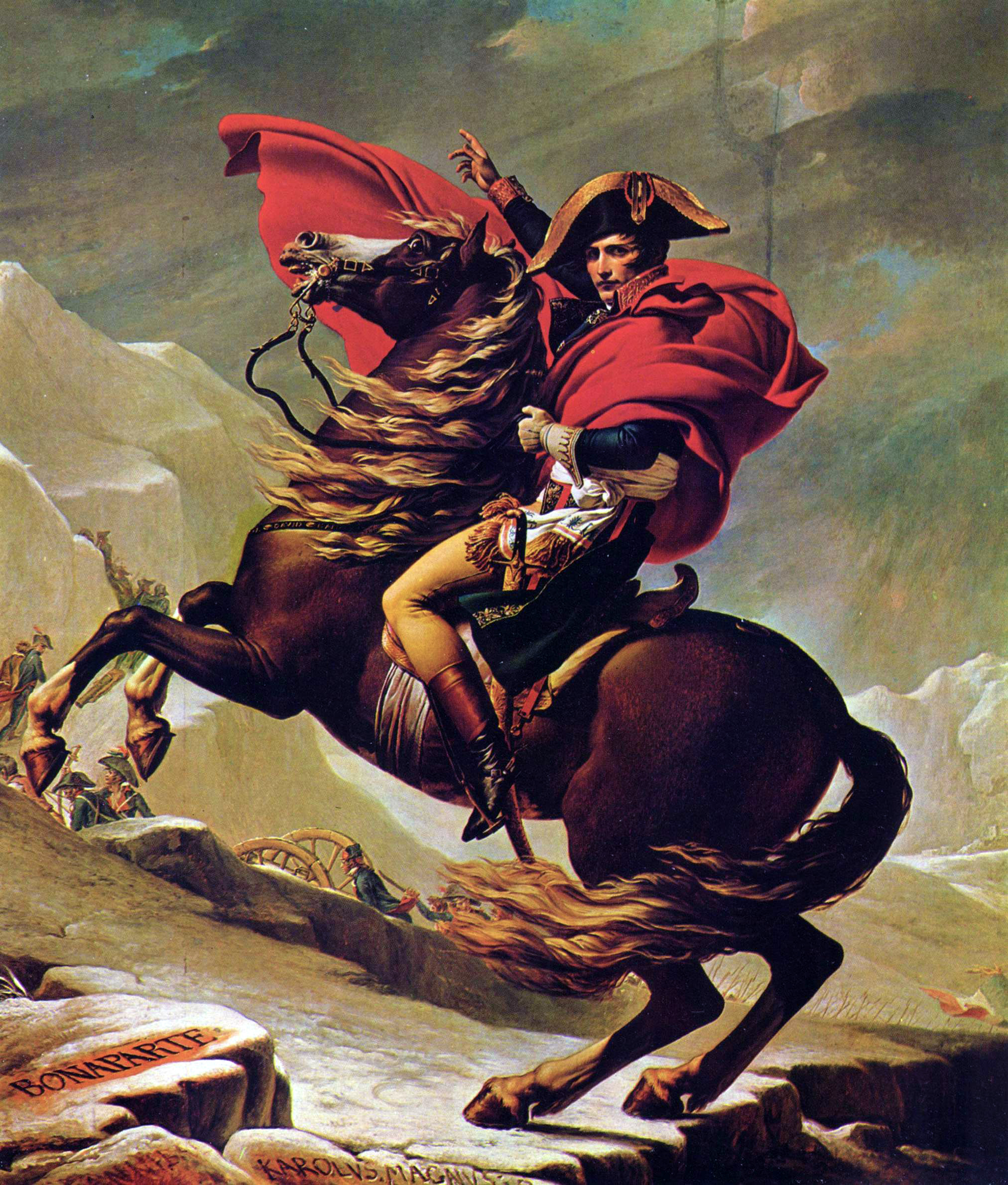
Napoleón Bonaparte.

El concepto de dominación del mundo se refiere al establecimiento y organización de un único gobierno mundial. Es una idea que fue manifestada por imperios, religiones y otras organizaciones a lo largo de la historia de la humanidad, así como en la era contemporánea mediante obras de ficción distópica.

## Ideologías

### Religiosas
Muchas religiones de tipo proselitista tales como el islam y el cristianismo son universalistas, viéndose responsables de convertir a tanta gente como sea posible a su religión, sin restricciones de carácter nacional o étnico. Esta dominación espiritual está vista generalmente de forma distinta a la de una dominación temporal, pero ciertos sectores o corrientes de pensamiento de dichas religiones tienen como meta la de una teocracia mundial.

### Políticas
Algunos defensores de ideologías políticas modernas, tales como el republicanismo, la democracia, el comunismo, fascismo, conservadurismo, socialdemocracia, anarquismo, liberalismo ven sus ideologías como el ideal de organización social, y animan activamente a su puesta en práctica en todo el mundo. El período de la Guerra Fría en particular, está considerado como una época de intensa polarización ideológica en todo el mundo, con los partidarios de los dos campos rivales expresando esperanza de que su ideología emergería triunfante sobre la otra y se convertiría en la forma predominante de gobierno en todo el mundo. Líderes y defensores de los bloques de la Unión Soviética y de los Estados Unidos se acusaban mutuamente de tener un objetivo de dominación mundial ya que cada uno tenía diferentes ideologías, Unión Soviética(comunismo, la cual es una doctrina que defiende a una organización social en la cual no existe propiedad privada, ni la diferencia de clases, y en la que los medios de producción están en manos del Estado, que distribuiría de manera equitativa los bienes y según las necesidades; se asemeja un poco al socialismo) y Estados Unidos (USA o EE. UU.) (su doctrina es el capitalismo, la cual es un sistema económico y social basado en la propiedad privada de los medios de producción, en la importancia de la capital como generador de riqueza y en la asignación de recursos a través del mecanismo de mercado), por lo cual había constantes peleas entre ambas naciones.
Después del final de la Guerra Fría y de la caída de la Unión Soviética, Francis Fukuyama predijo en su libro El fin de la Historia y el último hombre que la democracia liberal se convertiría en la forma más extendida de gobierno en toda la Tierra. A este período se le llamó Nuevo Orden Mundial.

## Concepto de Estado universal según Arnold Toynbee
En épocas relativamente antiguas, el alcance del control político y la fuerza militar fueron limitados por tecnologías del transporte y el conocimiento de la geografía. El Imperio romano tenía metas de dominación global, y podría de hecho haber conquistado la mayoría del «mundo conocido»; (es decir, el mediterráneo) a través de su historia. Las dinastías de Qin y de Han así como la Tang china eran también exitosas en la conquista del mundo conocido de la civilización china. El historiador Arnold Toynbee utilizó el término Estado universal para referirse a un imperio como el Imperio romano o el Imperio chino, que conquistaron el mundo entero conocido por una civilización en particular.

## Ejemplos de Estados universales

### Imperio persa
El Faravahar, símbolo del Imperio persa aqueménida y del zoroastrismo: 
Persia fue el primer gran imperio del mundo. En los años 520 a. C., gracias a las conquistas de Ciro II y su hijo Cambises II, fue la primera superpotencia única, y para el siglo VI a. C., con Darío I, alcanzó su máxima extensión territorial (incluido la máxima extensión en toda la historia de Irán). Durante la era del Imperio Persa Aqueménida, fue el imperio más grande de su época y llegó a controlar los confines de Europa y Asia, todo el mundo conocido por los persas. Tuvo uno de los ejércitos más fuertes de la historia y también poseyó casi la mitad de la población mundial en su jurisdicción, al tener una cantidad de 49,4 millones de súbditos frente a los 112,4 millones de habitantes del mundo alrededor del año 480 a. C, controlando el 44% de la población mundial y volviéndolo el imperio más grande por porcentaje de la población mundial.
Una vez que Ciro el grande (quien adoptó el título de "Rey del Universo") cruzó el río Aras, tuvo una visión en la que el futuro Darío el grande tenía alas sobre sus hombros, dicha visión lo tomo como una revelación profética cuya inferencia significaba que algún día Darío gobernaría el mundo entero. A su vez, en muchas inscripciones cuneiformes, los Shahanshah se presentan a sí mismos con el convencimiento de que tenían el derecho de gobernar el mundo por gracia de Ahura Mazda, y que debido a que vivían con rectitud por Asha, monarcas persas como Darío creían que Dios lo había elegido para gobernar el Imperio aqueménida. A su vez, los monarcas persas adoptaron el título de šar mātāti, que significa Rey de Todas las Tierras, un título de gran prestigio reclamado por poderosos monarcas en la antigua Mesopotamia (como el Imperio Asirio), que sugería que el rey tenía el derecho de gobernar las tierras extranjeras, así como la suya, así como las Tierras más allá de los límites de la propia Mesopotamia.

### Imperio macedonio
El Sol de Vergina, símbolo del Imperio macedónico: 
El reino macedónico ya existía desde antes de las conquistas de Alejandro. El imperio griego surgió a partir de las conquistas de Filipo II de Macedonia y su hijo Alejandro Magno, particularmente como resultado de la ambición de este último por conquistar y dominar el mundo, y a su muerte en el 323 a. C., abarcaba la mayoría del mundo conocido por los antiguos griegos. 
Además, persiste la leyenda de que, después de completar su conquista militar del mundo antiguo conocido, Alejandro "lloró porque no tenía más mundos que conquistar", en tanto que desconocía de la existencia de la Antigua China o las Civilizaciones americanas y africanas al sur del Nilo, así como que sus generales, cansados de tantos años de lucha y nostálgicos por sus hogares, impidieron que pueda realizar sus planes para conquistar la India, Etiopía (para circunnavegar África), Arabia, Cartago y el Mediterráneo occidental.

### Imperio mauria
El León de Sarnath, Escudo de la República de la India y símbolo del Imperio mauria: 
Ashoka el Grande, después de haber derrotado al reino de Kalinga en la Guerra Kalinga, renunció a la violencia y en el 250 a. C. su imperio adoptó el budismo. Se convirtió en una persona generalmente reconocida como el mayor dominador que haya existido, quien logró prever un mundo gobernado por el óctuple sendero del budismo, enviando misionarios de la Antigua India a la Antigua Roma y Egipto.

### Imperio romano
Bandera del Imperio romano: 
Desde su fundación en 753 a. C. (fecha legendaria), Roma estuvo subyugada a la monarquía impuesta por Etruria, pero finalmente en 509 a. C., se independizó e instauró la república, la cual inició una serie de conquistas que continuarían durante los tiempos del imperio, y que alcanzaron su cenit durante el gobierno del emperador romano Trajano, quien a su muerte, en 117 d. C., dejaba un Imperio que se extendía por casi 6 millones de kilómetros cuadrados, desde el Río Éufrates (al este)hasta el Océano Atlántico (al oeste), y desde Europa Central (al norte) hasta el Desierto del Sahara y el Mar Rojo (al Sur). Fue el tercer imperio en la Italia que todos conocemos, antes de este poderoso imperio existió la república romana.  Hubo tres gobiernos: el primero fue llamado monarquía, después fue llamado república y por último fue llamado imperio (entre los años 153a.C y 476d.C), en esta época se creía que la humanidad había surgido de dos hermanos gemelos llamados: "Rómulo y Remo" que fueron amamantado por una loba llamada "Capitolina".

### Califato Omeya
Varias dinastías árabes usaron diversas banderas de colores verde, rojo, blanco, o negro. Estos cuatro colores juntos, son conocidos en la actualidad como los Colores Árabes.
La Dinastía de los omeya, que alcanzó su máxima extensión en el siglo VIII, tenía como meta expresa, la conquista del mundo para y por el Islam. Harun Al-Rashid es a menudo considerado
el más grande de los califas.

### Imperio mongol
Banderas del Imperio mongol:
El Imperio mongol (Mongol: Их Монгол Улс, 'Gran Nación Mongol'; 1206–1405) fue el  segundo imperio de mayor extensión de la historia, cubriendo una superficie de más de 36 millones de km² en su cumbre, con una población estimada en más de 100 millones de habitantes, lo cual representaba un tercio de la población mundial, convirtiendo al Imperio mongol en la superpotencia de aquellos días y hasta hoy en día ha sido la superpotencia más grande que el mundo ha visto. El Imperio mongol fue fundado por Genghis Khan en el año 1206, y en el 1294, bajo el mando de Kublai Khan, se apoderó de la mayoría de los territorios desde el Este de Asia hasta Europa Central. El Imperio mongol fue el primer imperio con libertad religiosa, y el primero en hacer uso del papel moneda. Su primer enemigo fue la superpotencia China,a la cual se le cedió sus territorios años después ya que una llamada "muerte negra", dándose así fin a este grandioso y recordado imperio. Valga la irrelevancia su primer gobernador[Genghis Khan], al iniciar batallas para ganar algunos territorio, en algunos de estas dio a fallecer pero no se sabe la causa principal por la que murió ya que el pidió que lo enterraran sin ningún signo el cual fuera la causa principal de su muerte y las personas que vayan a su funeral sean matadas con armas blancas[ cuchillos].

### Dinastía Ming
Bandera del Imperio chino: 
En el siglo XV, la dinastía Ming china fue la superpotencia mundial dominante, y el emperador Yongle envió a partir del 1405, bajo la orden del almirante y explorador Zheng He, vastas flotas de naves dispuestas a la exploración (y al comercio) del Sureste Asiático, India, Arabia y África. Las expediciones continuaron hasta el año 1433. Si China no hubiera abandonado su grandísimo programa naval a mediados del siglo XIV, es posible que hubiera dominado el mundo en el siglo XVI, y no las potencias europeas. Fue una sociedad modelo a seguir ya que tenían una educación que podríamos acomodar perfectamente con nuestra educación actual

### Imperio Inca
El Imperio inca fue un Estado de América del Sur gobernado por los incas que se extendió por la zona occidental del subcontinente entre los siglos XV y XVI. Fue la etapa en que la civilización inca logró su máximo nivel organizativo y su territorio, conocido como Tahuantinsuyo (quechua:Tawantin Suyu, aimara: Pusin Suyu, 'las cuatro regiones juntas'), abarcó cerca de 2 millones de km² entre el Océano Pacífico y la selva amazónica y desde las cercanías de San Juan de Pasto al norte hasta el Río Maule al sur. Tahuantinsuyo fue el dominio más extenso que tuvo cualquier estado de la América precolombina. Hubo dos personas que peleaban por el trono Huáscar: hijo de la coya, es decir, esposa principal y Atahualpa: Hijo de la Ñusta, quien era la esposa secundaria del inca.

### Imperio otomano
Bandera del Imperio otomano: 
El Imperio otomano (1299-1923) (en otomano: دولت عالیه عثمانیه Devlet-i Âliye-yi Osmâniyye, en turco moderno: Osmanlı Devleti o Osmanlı İmparatorluğu), también conocido como Imperio turco otomano fue un Estado multiétnico y multiconfesional gobernado por los osmanlíes. Era conocido como el Imperio turco o Turquía por sus contemporáneos. Fue sucedido por la República de Turquía, que fue proclamada oficialmente el 23 de octubre de 1923.
El Imperio otomano comenzó siendo uno más de los pequeños estados turcos que surgieron en Asia Menor durante la decadencia del Imperio selyúcida. Los turcos otomanos fueron controlando paulatinamente a los demás estados turcos y bajo el reinado de Muhammad I (1451-1481) acabaron con lo que quedaba de la dinastía selyúcida. La primera fase de la expansión otomana tuvo lugar bajo el gobierno de Osmán I y siguió en los reinados de Orkhan, Murad, Beyacid, Selim I y Suleiman a expensas de los territorios del Imperio Bizantino, Bulgaria y Serbia. Bursa cayó bajo su dominio en 1326 y Adrianópolis en 1361. Las victorias otomanas en los Balcanes alertaron a Europa sobre el peligro que este Imperio representaba y fueron el motivo central de la organización de la Primera Cruzada. El sitio que pusieron los otomanos a Constantinopla fue roto gracias a Tamerlán, líder de los mongoles, quien tomó prisionero a Beyacid en 1403. Pero el control mongol sobre los otomanos duró muy poco.

### Imperio Jázaro
Fueron un pueblo búlgaro procedente del Asia central. Su nombre parece estar vinculado a un verbo turco que significa «errante» ('gezer' en turco moderno).
En el siglo VII, los jázaros fundaron un kanato independiente en el Cáucaso Norte a orillas del mar Caspio, donde con el paso del tiempo el judaísmo se convertiría en religión oficial. En su momento de máximo esplendor, ellos y sus tributarios controlaron buena parte de lo que hoy es el Sur de Rusia, Kazajistán occidental, este de Ucrania, parte importante del Cáucaso (Daguestán, Azerbaiyán, Georgia...) y Crimea.

### Estados Pontificios
Bandera de Estados Pontificios: 
Desde que se instituyó la sede episcopal de Roma, los fieles, y en mayor medida los emperadores cristianos, fueron donando a la Iglesia romana cuantiosos bienes territoriales, algunos de ellos constitutivos de importantes extensiones de terreno. Estas posesiones, más otras de carácter inmueble, vinieron a integrar lo que se conoció como Patrimonio de San Pedro, y estuvieron diseminadas por toda Italia e incluso fuera de ella. Su administración, aunque no convirtió inicialmente a los papas en jefes de Estado, les confirió no obstante auténticas prerrogativas civiles y políticas reconocidas por la Pragmática Sanción de 554 promulgada por el emperador Justiniano I (una vez que, tras la conquista de Belisario, Roma volvía a estar bajo la soberanía de los emperadores, tras el interregno hérulo y ostrogodo), entre otras la de poseer una fuerza militar que llegó a constituir un respetable ejército puesto en acción en múltiples ocasiones, en no pocas bajo el mando del propio pontífice-caudillo.

## Imperios coloniales

### Imperio español
Bandera del Imperio español: 
Cuando pasó a incorporar el Reino de Portugal y todos sus territorios de ultramar en 1580 bajo su dominio durante el reinado de Felipe II (se separaron en 1640). En el momento de su máxima extensión, el Imperio Español abarcaba casi toda América del Sur y América Central, así como una vasta extensión del suroeste de América del Norte. En África, Canarias así como casi todos los territorios marítimos y la India de Portugal, además de zonas de Asia y el Pacífico como Filipinas, Guam, las Islas Marianas y las Carolinas. En Europa, además de la península ibérica y las Islas Baleares, los territorios bajo dominio hispano incluían los Países Bajos (independientes en 1588), Flandes, el Franco-Condado (Francia), el Milanesado, Cerdeña, el Reino de Nápoles, Sicilia, Malta, y todas las posesiones de Inglaterra entre 1553-58. A estos territorios hay que sumar las plazas en el norte de África de Ceuta y Melilla, Orán, y Mazalquivir (en la actual Argelia). Fue en esta época de máxima extensión del Imperio Español que el monarca Felipe II acuñó la famosa divisa «En mis dominios no se pone el sol».

### Imperio francés
Bandera del Imperio francés: 
Francia tuvo posesiones coloniales, en varias formas, desde comienzos del siglo XVII hasta los años 1960. Los primeros territorios franceses de ultramar fueron los de América, en el Caribe y la Luisiana francesa. El Primer Imperio Francés, conocido comúnmente como el  Imperio Napoleónico, cubre el periodo desde la coronación de su emperador, Napoleón Bonaparte, hasta su abdicación en 1815. Las guerras que tuvo con Gran Bretaña, Prusia, Rusia, y otros países europeos son conocidas como guerras napoleónicas o guerras de coalición. El segundo imperio francés se estableció en 1830 con la invasión francesa de Argelia. Napoleón III, hizo un intento de establecer un protectorado de tipo colonial en México con la imposición del emperador Maximiliano I de Austria, pero sin éxito. La superficie total del Imperio colonial francés, con el primer (principalmente en Norteamérica) y segundo (principalmente en África) imperio colonial francés combinados, alcanzó los 24 000 000 km², el segundo más extenso del mundo, siendo el primero el Imperio Británico. En su apogeo (1680), se extendió por más de 10 000 000 km², siendo el segundo imperio más grande del mundo en ese momento solo detrás del Imperio español. El Segundo Imperio colonial comenzó con la conquista de Argel en 1830.  En su cúspide, fue uno de los imperios más grandes de la historia: incluyendo Francia metropolitana, la cantidad total de tierra bajo soberanía francesa alcanzó los 13 500 000 km² en 1939, con una población de 150 millones de personas en 1939.
El imperio colonial francés tuvo un enorme impacto en la historia mundial. Francia tenía alrededor de 80 colonias a lo largo de su historia, la segunda mayor cantidad de colonias del mundo solo por detrás del Imperio Británico. Alrededor de 40 países se independizaron de Francia a lo largo de su historia, el segundo más en el mundo solo por detrás del Imperio británico. Más del 50 % de las fronteras del mundo hoy en día se trazaron como resultado del imperialismo británico y francés. Alrededor del 30% del comercio de esclavos en el Atlántico entre 1600 y 1885 fue realizado por Francia, sólo superada por el Reino Unido.
 En el libro de Stuart Laycock, All the Countries We've Ever Invaded: And the Few We Never Got Round To, cita que el 90 % de los países del mundo han sufrido una invasión británica en algún momento de su historia, con solo 22 salvados. Francia es el rival más cercano al récord de Gran Bretaña con el 80 % de los países del mundo invadidos por Francia con solo 43 salvados. Incluía la metrópoli Francia, los territorios del África Occidental Francesa, la Indochina francesa, la Guayana Francesa, Haití y otras islas en diferentes partes del mundo. Los restos de este gran imperio son múltiples islas y archipiélagos en el Atlántico norte, el Caribe, el océano Índico, el Pacífico Sur, el Pacífico Norte y el Océano Antártico, así como el territorio continental de la Guayana en América del Sur, totalizando unos 123.150 km², lo cual representa tan solo el 1% del área del imperio colonial francés anterior a 1939, con 2.850.000 personas viviendo en ellas en 2023.

### Imperio británico
Bandera del Imperio británico: 
Bajo el reinado de la Reina Victoria, el Imperio británico había ganado control político directo sobre aproximadamente dos quintos de la población mundial y alrededor de un cuarto de sus tierras emergidas, dominando territorios continentales como la India, Canadá, África del Sur, Australia y pequeños enclaves como Gibraltar, Trinidad, Hong Kong, Singapur y Malta, de gran importancia geo estratégica. Desde el punto de vista económico, se planteó la hegemonía sobre las áreas independientes como los territorios chinos y sudamericanos. En Sudamérica los ingleses se apoderaron de las Islas Malvinas y parte de la Guayana Venezolana. El imperialista británico Cecil Rhodes propuso que los Estados Unidos y el Imperio británico establecieran conjuntamente un gobierno mundial e hicieran del inglés la lengua oficial mundial. Se considera que el Imperio británico se formó como resultado de objetivos comerciales británicos más que de establecer una tentativa de dominio militar. Sin embargo, desapareció después de la Segunda Guerra Mundial.

### Imperio italiano
Bandera del Imperio italiano: 
Acuñada en 1936 tras la conquista de Etiopía, la expresión Imperio colonial italiano, o simplemente Imperio italiano, se refiere a las posesiones coloniales controladas por la Italia fascista en África y en el Egeo. A diferencia de las otras potencias europeas, Italia no estableció nunca posesiones coloniales en Asia (si se excluye la concesión de la ciudad china de Tianjin) o en América. El imperio tuvo su máxima expansión en los primeros meses de 1940.

### Imperio alemán
Bandera del Imperio alemán: 
Imperio colonial alemán es el nombre que recibe el conjunto de colonias administradas por el II Imperio Alemán durante su duración entre 1871 y 1918. Este "modesto" imperio colonial controlaba colonias en África, Oceanía y Asia. Debido al corto período de colonización alemana, ninguna colonia ha heredado una mínima cultura alemana y en la actualidad no queda rasgo en las culturas locales de la presencia germana.
Alemania perderá todas sus colonias durante la Primera Guerra Mundial, al ser atacadas por los aliados, y por medio del Tratado de Versalles, el 28 de junio de 1919, lograrán hacerse con todas las colonias alemanas y repartirlas entre Francia, Reino Unido, Bélgica, Unión Sudafricana, Japón, Australia, Nueva Zelanda y Portugal como mandatos de la Sociedad de Naciones. Cabe resaltar que el Imperio Alemán decayó por las crisis monetaria en que se había puesto mediante el tratado de Varsalles, mientras que la gente entraba en crisis nace un nuevo líder el cual era Adolf Hitler, el cual iniciaría la Segunda Guerra Mundial.

### Imperio belga
Bandera del Imperio belga: 
El Imperio colonial belga fue el resultado de la introducción de Bélgica en el Reparto de África durante el último tercio del siglo XIX, donde el rey Leopoldo II logró que le fuera concedida la mayor parte de la región del Congo. Además, tras la Primera Guerra Mundial, los belgas obtuvieron de Alemania, a través del Tratado de Versalles (1919), la colonia de Ruanda-Urundi.

### Imperio danés
Bandera del Imperio danés: 
En varias formas, Dinamarca ha tenido posesiones coloniales desde principios del siglo XIII, cuando obtuvo las posesiones en Estonia. En la unión personal con Noruega, el Reino de Dinamarca y Noruega tenía viejas posesiones, Groenlandia, las islas Feroe, Órcadas, las Islas Shetland e Islandia. En el siglo XVII, las pérdidas territoriales siguientes en la Península Escandinava, el Reino de Dinamarca y Noruega comenzó a desarrollar colonias, fortalezas, entre los postes que negociaban en África, el Caribe, y la India.

### Imperio portugués
Bandera del Imperio portugués: 
Tras la expedición de Vasco da Gama a la India, una nueva ruta universal quedaba abierta. Los portugueses aprovecharon entonces para construir un vastísimo imperio a través de factorías que se extendió de lado a lado del globo, fundando ciudades(o conquistándolas) a lo largo de las costas de África, Asia, Oceanía y América.

### Imperio neerlandés
Bandera del Imperio neerlandés: 
El Imperio neerlandés, o Imperio colonial neerlandés, es el nombre dado a los diversos territorios controlados por los Países Bajos entre los siglos XVII y XX, siendo el tercer país europeo en establecer un imperio global colonial fuera de Europa continental. Su habilidad para comerciar y para el transporte de mercancías, unido a la oleada de nacionalismo y militarismo que siguió a la independencia de España  en 1588 ayudaron a la empresa. Junto a los británicos, los neerlandeses acumularon inicialmente posesiones coloniales en base al colonialismo capitalista de las compañías, con el predominio de la Compañía Neerlandesa de las Indias Orientales. La intervención directa del estado en la empresa colonial vino más adelante logrando incorporar al imperio territorios en el Caribe, el océano Índico, el Pacífico Sur,  África del Sur y el océano Antártico, así como también parte de la Guayana en América del Sur. Los comerciantes y los marineros neerlandeses también participaron en la oleada de exploración que continuó durante los siglos XVI y XVII, aunque los neerlandeses descubrieron vastos territorios gracias a descubridores como Willem Barents, Henry Hudson, Willem Janszoon y Abel Tasman en el Ártico en Oceanía generalmente estos no llegaron a formar parte del Imperio colonial neerlandés.

### Imperio austríaco
Bandera del Imperio austríaco: 
Aunque pequeñas, el Imperio austríaco gozó de ciertas colonias más allá de su metrópoli en Europa y el extenso territorio, comparado con el resto de Europa, que los Habsburgo gobernaban en forma del Imperio Austrohúngaro.
Desde el siglo XVII hasta el siglo XIX, el Imperio austriaco y el Imperio Austrohúngaro intentaron sacar partido del comercio colonial y establecer sus propias colonias. Debido a presiones por otras potencias coloniales y un gobierno demasiado enfatizado en su política continental, todas estas tentativas tarde o temprano fracasaron.

### Imperio austrohúngaro
Bandera del Imperio austrohúngaro: 
El Imperio austrohúngaro o Monarquía austrohúngara (Österreichisch-Ungarische Monarchie en alemán, Osztrák-Magyar Monarchia en húngaro) fue un estado europeo nacido en 1867, tras el Compromiso Austrohúngaro que reconocía al Reino de Hungría como una entidad autónoma dentro del Imperio austríaco, a partir de ese momento denominado Imperio austrohúngaro. En 1914 tenía una extensión de 675.936 km² y contaba con 52.799.000 habitantes y era considerada como una de las grandes potencias en el marco internacional, ocupando el 6.º puesto por su potencia económica.

### Imperio ruso
Bandera del Imperio ruso: 
Imperio ruso (en ruso: Российская Империя, Россійская Имперія en ortografía anterior a 1918) es la denominación que se le da a Rusia entre 1721 y 1917. Abarcó grandes zonas de los continentes europeo, asiático y norteamericano, siendo el sistema político sucesor del zarato.
La expresión «Rusia imperial» designa el periodo cronológico de la historia rusa desde la conquista de los territorios comprendidos entre el mar Báltico y el océano Pacífico iniciada por Pedro I hasta el reinado de Nicolás II, el último zar, y el comienzo de la Revolución de 1917.

### Imperio sueco
Bandera del Imperio sueco: 
Suecia fue una de las grandes potencias europeas del siglo XVII. En la historiografía moderna esta época es conocida como la del Imperio sueco o stormaktstiden (en sueco, "La era del gran poder" o "La era del poderío").

### Imperio noruego
Bandera del Imperio noruego:
Hace referencia a las posesiones noruegas durante la Edad Media. Sin embargo, durante el siglo XX, Noruega adquirió nuevos territorios, sobre todo en el Ártico y en la Antártida.

## Otras naciones importantes

### Unión Soviética
Bandera de la Unión Soviética: 
Desde la Revolución rusa, los bolcheviques previeron su régimen como el primer paso para extender el comunismo a todo el mundo. El Komintern fue establecido en 1919 en orden de apoyar los partidos comunistas esparcidos por el globo y promover la revolución proletaria internacional, tras esto, Stalin consolidó el control comunista en la Unión Soviética y fueron los gobiernos posteriores los que promovieron con más productividad (sobre todo el de Jruschov) la revolución mundial, pensamiento asentado sobre las siguientes bases:
- Inestabilidad económica capitalista e inferioridad numérica en misiles de Estados Unidos.
- Igualdad atómica de la URSS y otros países comunistas (China) con Estados Unidos.
- Crisis de la estructura económica de occidente a causa de la emancipación de las colonias.
- Pérdida de las colonias y nacimiento del gigantesco campo socialista de los pueblos de color, África y Asia, a los que se les reconoce como tercera fuerza.

La Unión Soviética cree ciegamente en esta época que, tras la tercera gran crisis del imperialismo mundial (después de las dos guerras mundiales), estallará la gran revolución mundial.

### Imperio del Japón
Bandera del Imperio del Japón: 
El Imperio del Japón (大日本帝国 Dai-Nippon/-Nihon Teikoku?) comúnmente se refiere a Japón desde la Restauración Meiji hasta el fin de la Segunda Guerra Mundial, desde 3 de enero de 1868 hasta 2 de septiembre de 1945.
Políticamente, cubre el período desde la imposición de establecer prefecturas en lugar de dominios feudales el 29 de agosto de 1871, pasando por la expansión de Japón por el Pacífico y el océano Índico, hasta la rendición formal el 2 de septiembre de 1945 cuando se firmó el Instrumento de Rendición. Constitucionalmente, se refiere al período del 29 de noviembre de 1890 hasta el 3 de mayo de 1947.
El país fue renombrado como el Imperio del Japón, ya que los clanes anti-Tokugawa, Satsuma y Chōshū formaron la base de su nuevo gobierno tras la Restauración Meiji, con su intención de dejarlo como un imperio.

### Tercer Reich
Bandera de la Alemania Nazi: 
En la Segunda Guerra Mundial, el régimen nacionalsocialista de Adolf Hitler estableció lo que se llamó como el sistema político del nuevo orden, y que tenía ambiciosos planes de control directo sobre toda Europa para lograr entonces la obtención de poder que harían de él una superpotencia formidable en políticas globales. En el Zweites Buch, escrito en 1928, Hitler previó una guerra aérea apocalíptica de la conquista contra los Estados Unidos por su sucesor en 1980, conducido por grandes flotas de bombarderos nazis de alto rango. Durante la invasión inicial de la Unión Soviética (Operación Barbarroja) en junio de 1941, Hitler tenía expectativas de salir victorioso en la Segunda Guerra Mundial en 1945, y planeó entonces, después de completar la construcción de la Welthauptstadt Germania de Albert Speer por Berlín, abrir una gran Exposición Universal en Berlín en 1950 y retirarse luego a su barrio natal de Linz. La decisión de Hitler de declarar la guerra a los Estados Unidos en diciembre de 1941 y su derrota en la Unión Soviética comenzando con la Batalla de Stalingrado en noviembre de 1942 marcaron su perdición. Uno de los eslóganes de las Juventudes Hitlerianas fue Hoy Alemania, Mañana el Mundo!.

### República Social Italiana
Bandera de la República Social Italiana: 
La República Social Italiana (en italiano: Repubblica Sociale Italiana), llamada por muchos historiadores República de Saló o República Social Fascista de Saló, fue un Estado creado por Benito Mussolini en el norte de Italia, ocupado por la Wehrmacht alemana, cuando las fuerzas aliadas tomaron el sur del país. Tenía virtualmente su capital en la ciudad de Roma (en Saló, estaba la Agenzia Stefani, que enviaba de allí sus mensajes oficiales a la prensa), y existió entre 1943 y 1945.
Mussolini fue su primer y único jefe de Estado. Su política económica fue la socialización de la economía. Su gobierno fue una república unipartidista/militar a cargo del Partido Fascista Republicano. De régimen fascista, albergaba militares nazi-fascistas de toda Europa: los ultraderechistas franceses, los nazis alemanes o los cruces flechadas de Hungría, aliados de Adolf Hitler.

### Estados Unidos
Bandera de Estados Unidos: 
Posteriormente a la Guerra Fría, las críticas de las relaciones extranjeras de Estados Unidos, discutieron sobre qué hegemonía global necesitaría Estados Unidos. El 11 de septiembre de 1990, el Presidente de los Estados Unidos, George Bush, dio su famoso discurso, Hacia un Nuevo Orden Mundial  ante una sesión de junta del Congreso de los Estados Unidos. El 20 de septiembre de 2002, la Casa Blanca actualizó su website con el texto completo de la (en aquel entonces) más reciente estrategia de seguridad de los Estados Unidos, compuesta principalmente por el Neoconservadurismo (también llamado "neocon") de Paul Wolfowitz.
El sistema económico de Estados Unidos es generalmente llamado neoliberalismo, lo cual los críticos describen como la dominación de la economía por parte de las corporaciones multinacionales, pero con libre competencia entre sí, haciendo que las nuevas corporaciones, con nuevos inventos y tecnología más eficiente, reemplacen a las más viejas y menos eficientes.

## Organizaciones, sociedades secretas y teorías de conspiración

### Grupo Bilderberg
El Grupo Bilderberg es una reunión anual a la que asisten aproximadamente las 130 personas más influyentes del mundo, mediante invitación. Los miembros de este grupo se reúnen en complejos de lujo ubicados en Europa, Norteamérica y Asia, donde la prensa no tiene ningún tipo de acceso, y sus oficinas están en Leiden (Países Bajos). El nombre de este club procede del hotel en el que tuvo lugar la primera reunión, en los Países Bajos.
El grupo es acusado de conspirar para imponer un gobierno mundial, un dominio capitalista y/o una economía planificada.
Miles de videos sobre el grupo Bilderberg pueden verse en YouTube y entre los defensores de esta teoría de conspiración están la derechista Sociedad John Birch, la activista política Phyllis Schlafly, el escritor Jim Tucker, el activista Lyndon LaRouche, el locutor de radio Alex Jones, el político Jesse Ventura, quien hizo del grupo Bilderberg un episodio en su serie televisiva Conspiracy Theory with Jesse Ventura, o el escritor lituano-canadiense Daniel Estulin.

### Illuminati
Adam Weishaupt habría creado esta sociedad con el propósito de derrotar a los gobiernos y reinos del mundo además de erradicar a todas las religiones y creencias para regir a las naciones bajo un Nuevo Orden Mundial, basado en un sistema internacionalismo internacionalista. Establecerían una moneda única y una religión universal, donde según sus creencias, cada persona lograría la perfección.
Sin embargo, los propósitos finales de esta sociedad, eran solamente conocidos por Adam Weishaupt y sus más íntimos seguidores. Algunos autores como Nesta Webster, describen así las seis metas a largo plazo de los illuminati:
- Abolición de la monarquía y de todo gobierno organizado según el Antiguo Régimen.
- Supresión de la propiedad privada de los medios de producción para individuos y sociedades, con la consecuente abolición de clases sociales.
- Abolición de los derechos de herencia en cualquier caso.
- Destrucción del concepto de patriotismo y nacionalismo y sustitución por un gobierno mundial y control internacional.
- Abolición del concepto de la familia tradicional y clásica.
- Prohibición de cualquier tipo de religión (con ayuda de la Iglesia católica) estableciendo un ecumenismo oficial.

### Caballeros Templarios
La Orden de los Pobres Caballeros de Cristo (latín: Pauperes commilitones Christi Templique Solomonici), comúnmente conocida como los Caballeros Templarios o la Orden del Temple (francés: Ordre du Temple o Templiers), fue una de las más famosas órdenes militares cristianas. Esta organización se mantuvo activa durante poco menos de dos siglos. Fue fundada en 1118 o 1119 por nueve caballeros franceses liderados por Hugo de Payens tras la Primera Cruzada. Su propósito original era proteger las vidas de los cristianos que peregrinaron a Jerusalén tras su conquista. Fueron reconocidos por el Patriarca Latino de Jerusalén, Gormond de Picquigny, el cual les dio como regla la de los canónigos agustinos del Santo Sepulcro.
Aprobada de manera oficial por la Iglesia católica en 1129, la Orden del Templo creció rápidamente en tamaño y poder. Los Caballeros Templarios empleaban como distintivo un manto blanco con una cruz roja dibujada. Los miembros de la Orden del Templo se encontraban entre las unidades militares mejor entrenadas que participaron en las Cruzadas. Los miembros no combatientes de la orden gestionaron una compleja estructura económica a lo largo del mundo cristiano, creando nuevas técnicas financieras que constituyen una forma primitiva del moderno banco, y edificando una serie de fortificaciones por todo el Mediterráneo y Tierra Santa.

### Al Qaeda
Al Qaeda (en árabe: القاعدة, al-Qā‘ida: ‘la base’), o Al Qaida, es una organización paramilitar, yihadista, que emplea prácticas terroristas y se plantea como un movimiento de resistencia islámica alrededor del mundo, mientras que es comúnmente señalada como una red de terrorismo internacional. Su fundador, líder y mayor colaborador fue Osama bin Laden, un multimillonario de origen saudí, que se educó en universidades del Reino Unido.

### Hezbolá
Hezbolá (adaptación fonética al español del árabe حزب الله ḥizbu-'llāh(i), "Partido de Dios", desde ḥizb, partido, y Allah, Dios), también escrito como Hizbullah o Hezbollah, es una organización islamista libanesa prosiria y proiraní que cuenta con un brazo político y otro paramilitar. Fue fundado en Irán en 1979 y en el Líbano en 1982 como respuesta a la ocupación israelí de ese momento y fueron entrenados, organizados y fundados por un contingente de la Guardia Revolucionaria iraní. Hezbolá recibe armas, capacitación y apoyo financiero de Irán y ha «funcionado con bendición de Siria» desde el final de la guerra civil libanesa. Su máximo líder actual es Hassan Nasrallah.
Es, junto con Amal (prosiria y aliada de Hezbolá), la principal expresión política y militar de la comunidad chií libanesa, actualmente el grupo religioso más numeroso del país.

### Estado Islámico de Irak y el Levante o Estado Islámico de Irak y Siria
Bandera de la Estado Islámico de Irak y el Levante: 

Es un grupo terrorista insurgente, de naturaleza fundamentalista yihadista wahabita, autoproclamado califato, asentado en un amplio territorio de Irak y Siria. El grupo es controlado por radicales fieles a Abu Bakr al-Baghdadi, quien antes de su muerte en 2019, en manos de fuerzas especiales estadounidenses era el jefe de esta organización y autoproclamado «califa de todos los musulmanes». Técnicamente el grupo se organiza como un Estado no reconocido, ya que controla de facto varias ciudades como Mosul, Faluya o Al Raqa, siendo esta última considerada su capital.
El califato reclama la autoridad religiosa sobre todos los musulmanes del mundo, y tiene como objetivo declarado unir todas las regiones habitadas por musulmanes bajo su control (panislamismo), comenzando con Irak y la región del Levante mediterráneo, que cubre aproximadamente los actuales Estados de Siria, Jordania, Israel, Palestina, Líbano, Chipre, y parte del sur de Turquía.
Otras milicias que controlan parte del territorio en la península egipcia del Sinaí, el este de Libia y Pakistán han jurado lealtad a la organización. El grupo se caracteriza por una interpretación fundamentalista  del islam y su violencia brutal contra los no musulmanes y contra los que ellos consideran falsos musulmanes.

## Aspectos religiosos

Religiones del Mundo. Mapa de distribución

En aspectos religiosos,muchos imperios han intentado dominar el mundo utilizando una religión como única y primordial, teniendo como objetivo convertir al mundo en esa religión, algunos imperios ya antes mencionados son:
- Imperio persa
- Imperio Maurya
- Dinastía de los Omeyas
- Estados Pontificios

También han existido y existen hoy en día organizaciones o sociedades secretas que pretenden expandir su religión por todo el mundo, esas ya antes mencionadas son:
- Illuminati
- Caballeros Templarios
- Al Qaeda

Las religiones más importantes del mundo son:
- Religiones abrahámicas:

1. Cristianismo
2. Islam
3. Judaísmo

- Religiones dhármicas:

1. Hinduismo
2. Budismo
3. Sijismo
4. Jainismo

- Religiones del este de Asia, religión tradicional china

1. Cao Dai
2. Cheondoismo
3. Confucianismo
4. Jeungismo
5. Shinto
6. Taoísmo
7. I-Kuan Tao

- Otras:

1. Religiones indígenas
2. Religiones afroamericanas
3. Juche
4. Espiritismo
5. Bajaísmo
6. Caodaísmo
7. Zoroastrismo
8. Tenrikyō
9. Neopaganismo
10. Unitarismo universalista
11. Rastafarianismo

Divisiones:
- El cristianismo: se divide en catolicismo, protestantismo, ortodoxia, monofisismo y restauracionismo, entre otras. Véase: Denominaciones cristianas
- El islam: se divide en sunismo, chiismo, jariyismo y sufismo entre otras (Véase: denominaciones del islam).
- El judaísmo: se divide en judaísmo hasídico, ortodoxo, conservador y reformista, entre otros (Véase: corrientes del judaísmo).
- El hinduismo: se divide en shivaísmo, visnuismo, krisnaísmo, sijismo y smartismo, entre otras. (Véase denominaciones en el hinduismo).
- El budismo: se divide en theravāda, mahāyāna y vajrayāna (Véase: escuelas budistas).

Sin embargo a pesar de que son millones las personas afiliadas a una religión, muchas personas optan por no estar ligadas a ninguna:
- La irreligión: abarca ateísmo militante, ateísmo, agnosticismo, antiteísmo, humanismo secular, racionalismo y librepensamiento, entre otras.